# طفطف مخملي
الطَّفْطَف المِخْمَلِيّ (باللاتينية: Cardiospermum grandiflorum) نوع نباتي يتبع جنس الطفطف من الفصيلة الصابونية.